# Harald Ehrig
Harald Ehrig (Zwickau, 6 novembre 1949) è un ex slittinista tedesco orientale.
Dopo la riunificazione della Germania (1990), acquisì la cittadinanza tedesca.

## Biografia
Prese parte ad una edizione dei Giochi olimpici invernali, a Sapporo 1972, occasione in cui vinse la medaglia d'argento nel singolo.
Ai campionati mondiali ottenne due medaglie di bronzo nel singolo ad Oberhof 1973 e ad Hammarstrand 1975.
Nelle rassegne continentali vinse una medaglia d'oro ed una d'argento nel singolo rispettivamente ad Hammarstrand 1970 e a Königssee 1972.
Lasciata l'attività agonistica e fino alla riunificazione delle due Germanie lavorò come allenatore di slittino.

## Palmarès

### Olimpiadi
- 1 medaglia:
  - 1 argento (singolo a Sapporo 1972).

### Mondiali
- 2 medaglie:
  - 2 bronzi (singolo ad Oberhof 1973; singolo ad Hammarstrand 1975).

### Europei
- 2 medaglie:
  - 1 oro (singolo ad Hammarstrand 1970);
  - 1 argento (singolo a Königssee 1972).